# Michael Georgiou
Michael Georgiou (Londres, 18 de enero de 1988) es un jugador de snooker chipriota.

## Biografía
Aunque nació en Londres en 1988, juega bajo la nacionalidad chipriota. Es jugador profesional de snooker desde 2016, aunque perdió en 2020 su plaza en el circuito profesional. Se ha proclamado campeón de un único torneo de ranking, el Snooker Shoot Out de 2018, en cuya final derrotó a Graeme Dott. También ha logrado tejer una tacada máxima, que llegó en su partido de sesentaicuatroavos de final del Paul Hunter Classic de 2018 contra Umut Dikme.